# Кубинско-чилийские отношения
Кубинско-чилийские отношения — двусторонние дипломатические отношения между Кубой и Чили. Государства являются членами Всемирной торговой организации и Организации Объединённых Наций.

## История
Чили, вместе с Аргентиной, Бразилией, Мексикой, Боливией и Эквадором, выступила против санкций, введённых против Кубы Соединёнными Штатами во время встречи ОАГ в Пунта-дель-Эсте (Уругвай) в 1962 году. В 1971 году Чили восстановила дипломатические отношения, присоединившись к Мексике и Канаде, которые отвергли ранее принятую Организацией американских государств конвенцию, запрещающую правительствам стран Западного полушария устанавливать дипломатические отношения с Кубой.